# Susanna Clarková
Susanna Clarková (* 1. listopadu 1959 v Nottinghamu, Spojené království) je britská spisovatelka, která se stala známou svým literárním debutem Jonathan Strange & pan Norrell.

## Život
Narodila se 1. listopadu 1959 v Nottinghamu ve Velké Británii. Je nejstarší dcerou metodistického pastora. V dětství s otcem cestovala po severní Anglii a Skotsku. Vystudovala na koleji svaté Hildy v Oxfordu a následujících osm let pracovala jako redaktorka. Poté na dva roky odjela učit angličtinu do Itálie a Španělska. Po návratu navštěvovala kurz tvůrčího psaní u Arvon Foudation, kde ji vyučovali Colin Greenland a Geoff Ryman. Právě Greenland stál u jejího prvního spisovatelského úspěchu, když poslal jednu z jejích povídek Dámy z Grace Edieu (česky Ikarie, říjen 2008; Dámy z Grace Adieu a jiné povídky, Argo, 2009) spisovateli Neilu Gaimanovi, který ji ukázal Patricku Nielsen Haydenovi, jenž ji vydal ve své sbírce povídek Starlight 1 (World Fantasy Award za rok 1997 v kategorii sbírek povídek). Poté napsala ještě několik fantasy povídek a souběžně pracovala na svém prvním románu Jonathan Strange & pan Norrell.
Když byl po 11 letech román hotov a v roce 2004 nakladatelstvím Bloomsbury vydán, dostalo se mu značné pozornosti a velmi příznivých recenzí. Román má přibližně 800 stránek, získal cenu Hugo a česky vyšel v roce 2007 v nakladatelství Alman v překladu Viktora Janiše.
V roce 2020 vydala svou druhou knihu Piranesi. Adaptaci knihy v podobě stop-motion animovaného filmu oznámilo studio Laika v roce 2024.